# L'Odyssée d'une fille
L'Odyssée d'une fille est une nouvelle de Guy de Maupassant, parue en 1883.

## Historique
L’Odyssée d'une fille est initialement publiée dans la revue Gil Blas du 25 septembre 1883, sous le pseudonyme Maufrigneuse, puis dans le recueil Le Rosier de Mme Husson en 1888.

## Résumé
Un homme aide une prostituée à échapper à une rafle de police. Elle lui raconte son histoire. 
Orpheline, à seize ans, elle travaille chez M. Lerable, un grainetier. C’est un dévot, mais cela ne l’empêche pas d’essayer de la prendre de force. Elle résiste et le repousse. Elle tombe peu après amoureuse du commis de l’épicier et le fait monter dans sa chambre au-dessus du magasin de M. Lerable. Un soir, ce dernier entend du bruit, surprend les amants et se bat avec le jeune homme.
Elle fuit vers Rouen, se fait violer en route par deux gendarmes, puis se prostitue pour manger. Elle ne tarde pas à faire de la prison. Maligne, elle joue de sa jeunesse pour se « spécialiser » dans les vieux. Elle refait de la prison et travaille maintenant à Paris.

## Éditions
- L’Odyssée d’une fille, dans Maupassant, Contes et Nouvelles, tome I, texte établi et annoté par Louis Forestier, éditions Gallimard, Bibliothèque de la Pléiade, 1974  (ISBN 978-2-07-010805-3).